# Kostel (Słowenia)
Kostel – wieś w Słowenii, w gminie Kostel. W 2018 roku liczyła 13 mieszkańców.